# Мінден-Сіті (Мічиган)
Мінден-Сіті (англ. Minden City) — селище (англ. village) в США, в окрузі Сенілак штату Мічиган. Населення — 165 осіб (2020).

## Географія
Мінден-Сіті розташований за координатами 43°40′19″ пн. ш. 82°46′38″ зх. д. / 43.67194° пн. ш. 82.77722° зх. д. (43.671892, -82.777353).  За даними Бюро перепису населення США в 2010 році селище мало площу 2,85 км², з яких 2,84 км² — суходіл та 0,01 км² — водойми.

## Демографія
Згідно з переписом 2010 року, у селищі мешкало 197 осіб у 81 домогосподарстві у складі 52 родин. Густота населення становила 69 осіб/км².  Було 102 помешкання (36/км²).
Расовий склад населення:
| - 95,4 % — білих - 0,5 % — корінних американців - 0,5 % — азіатів - 1,5 % — осіб інших рас |

До двох чи більше рас належало 2,0 %. Частка іспаномовних становила 1,5 % від усіх жителів.
За віковим діапазоном населення розподілялося таким чином: 21,3 % — особи молодші 18 років, 66,5 % — особи у віці 18—64 років, 12,2 % — особи у віці 65 років та старші. Медіана віку мешканця становила 41,5 року. На 100 осіб жіночої статі у селищі припадало 91,3 чоловіків;  на 100 жінок у віці від 18 років та старших — 84,5 чоловіків також старших 18 років.
Середній дохід на одне домашнє господарство  становив 50 666 доларів США (медіана — 46 250), а середній дохід на одну сім'ю — 55 558 доларів (медіана — 48 542). Медіана доходів становила 33 750 доларів для чоловіків та 20 625 доларів для жінок. За межею бідності перебувало 15,3 % осіб, у тому числі 21,3 % дітей у віці до 18 років та 5,9 % осіб у віці 65 років та старших.
Цивільне працевлаштоване населення становило 77 осіб. Основні галузі зайнятості: виробництво — 15,6 %, роздрібна торгівля — 14,3 %, транспорт — 11,7 %, освіта, охорона здоров'я та соціальна допомога — 11,7 %.